# Kasba

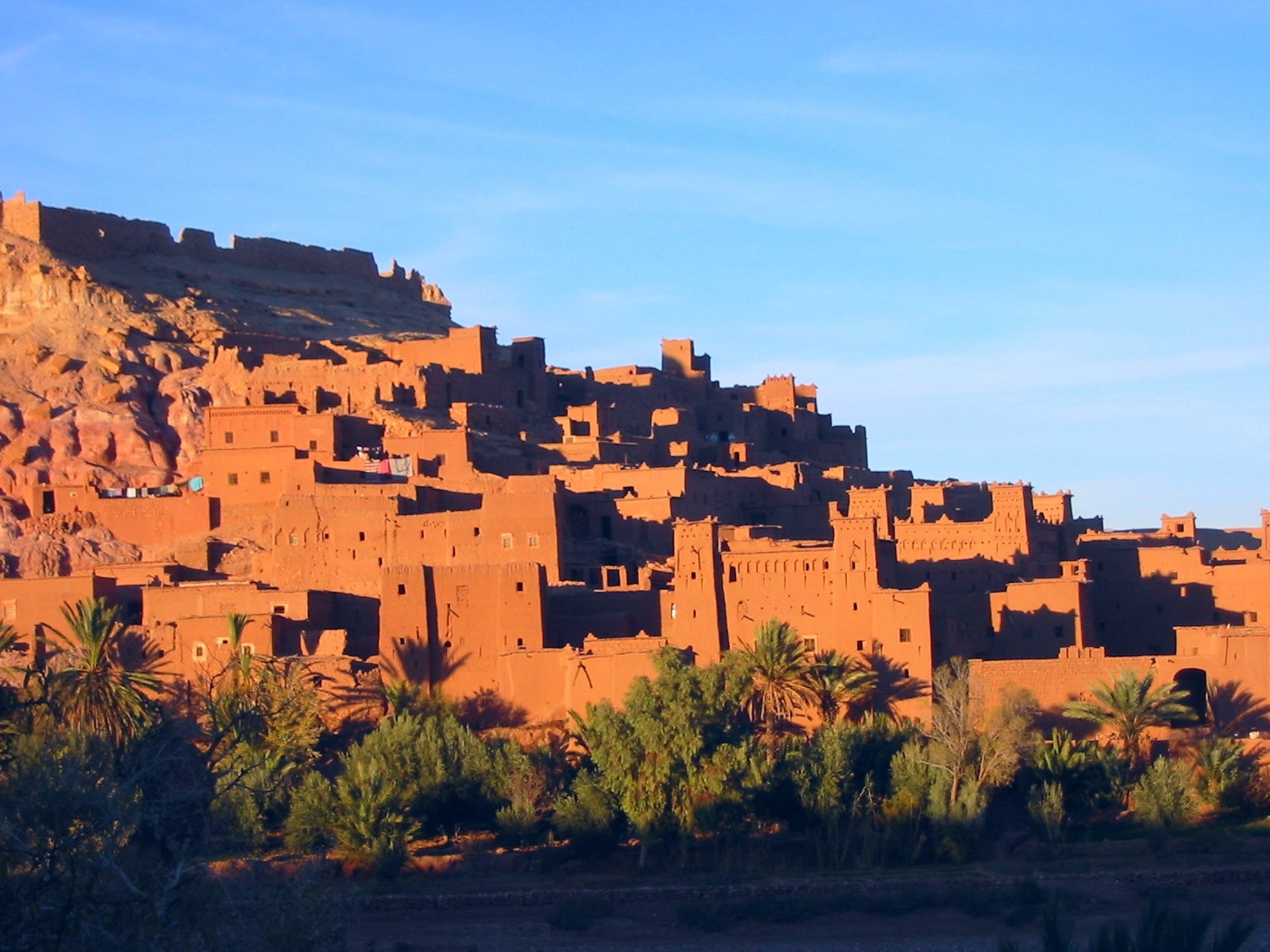
Zachovalá kasba v Ait Ben Haddou v Maroku

Kasba (arabsky القصبة‎, al-qaṣba) je pevnost (rodinný hrad) v severoafrických horských vesnicích a městech, často hliněná, čtvercového půdorysu s věžemi v rozích. Sloužila jako úkryt pro celou vesnici před nájezdníky.
Související pojem je kasr (arabsky القصر‎, al-qaṣr, přejato též do španělštiny jako alcázar [alkasar]), který označuje centrální palác nebo pevnost ve městě. Slovo dříve též označovalo hradbami obehnanou obytnou čtvrť kolem mediny (například ve Fèsu), citadelu (Tanger, Tunis) nebo celou medinu (Alžír).

## Média
Britská punková skupina The Clash nazpívala písničku s názvem Rock The Casbah.